# キールンカンコノキ

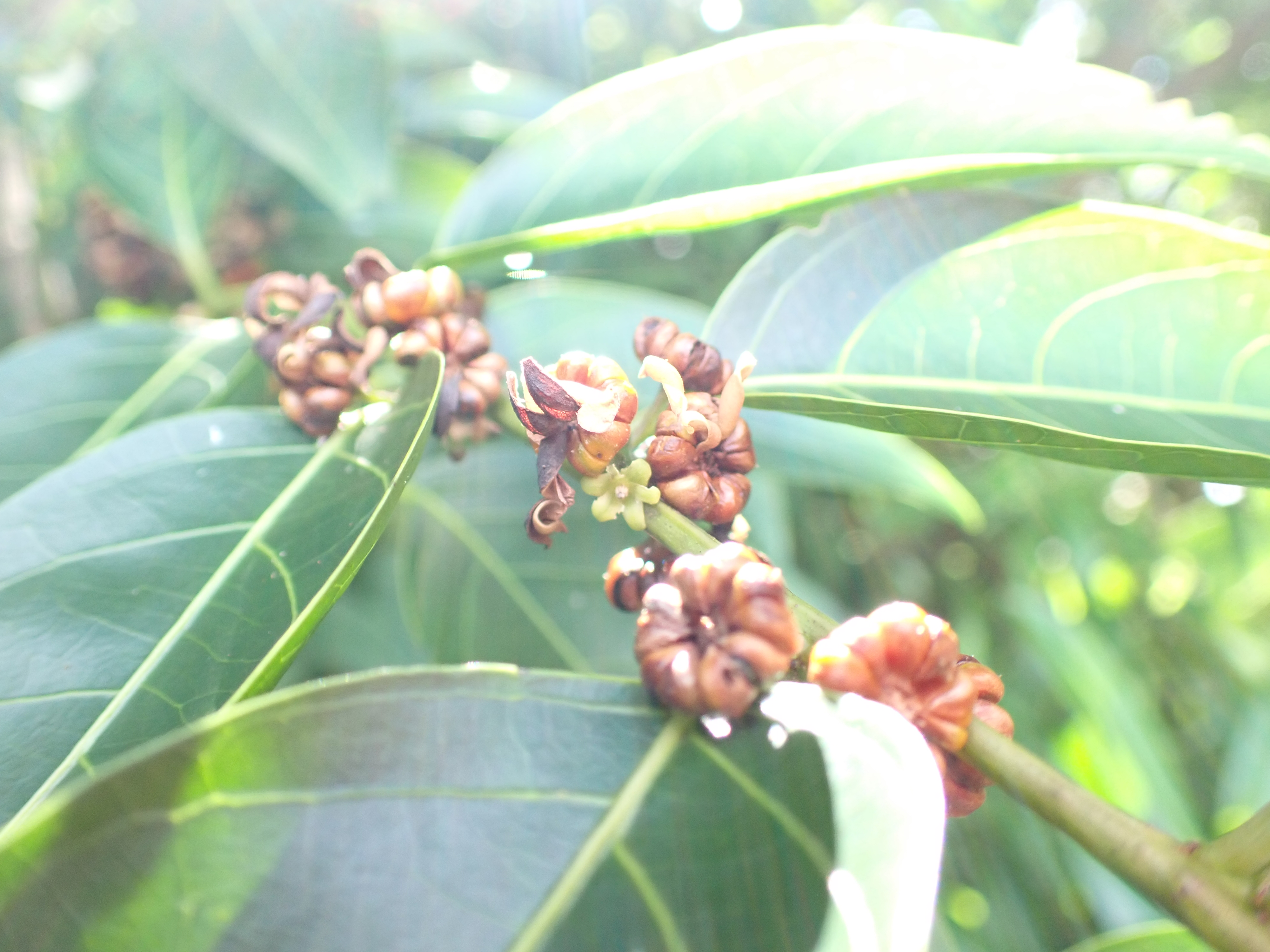
雄花と果実（2024年10月 沖縄県石垣市）

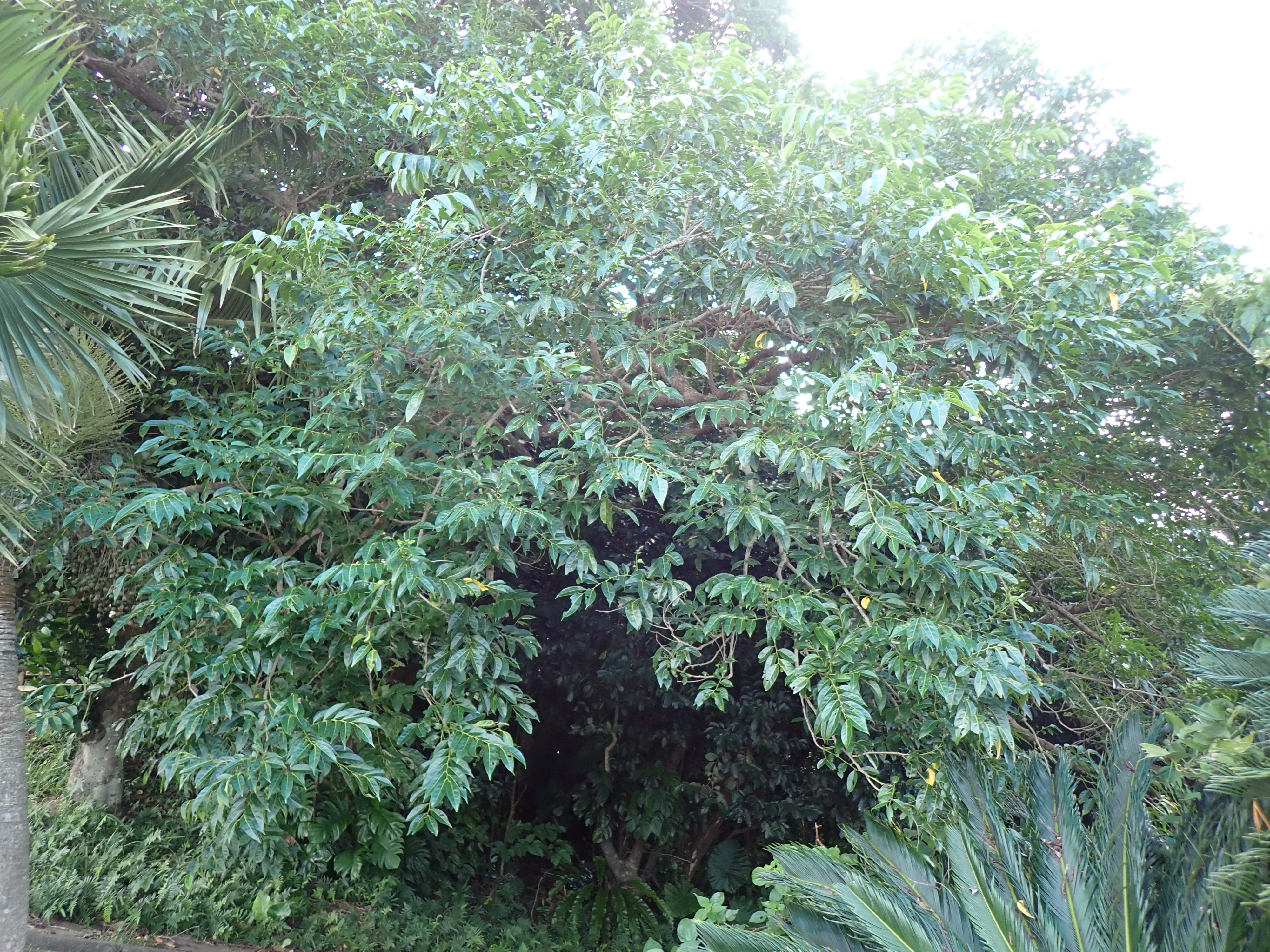
樹姿（2024年10月 沖縄県石垣市）

キールンカンコノキ（学名：Glochidion lanceolatum）はコミカンソウ科カンコノキ属の常緑小高木。かつてはトウダイグサ科に属していた。学名はPOWOではG. lanceolatum、 YListではカキバカンコノキの変種G. zeylanicum var. lanceolatumとしている。本項ではPOWOに従い表記する。

## 特徴・分類
高さ2–10 mに達する。葉は1 cmほどの葉柄を有し、全縁で互生し、羽状複葉のようにみえる。カキバカンコノキによく似るが、葉長5–16 cm、幅2–4 cmとと長さ・幅ともにやや小さく、葉先が次第に狭まり長く伸び、雄しべが4個である点が異なる。花は直径2 mmほどで、腋生の散形花序に多数つく。

## 分布と生育環境、利用
南西諸島（奄美群島～与那国島）、台湾、フィリピンに分布。低地から山裾にかけて生育。庭園樹として利用。